# Ferdinand de Portugal (1217-1246)
Pour les articles homonymes, voir Ferdinand de Portugal.
Ferdinand de Portugal (1218 - 1246), Infant de Portugal et seigneur de Serpa, était le troisième enfant du mariage du roi Alphonse II de Portugal et d’Urraque de Castille. En raison de la possession de la seigneurie de la ville de Serpa, donnée par son frère, le roi Sanche II de Portugal, Ferdinand était connu comme l’Infant de Serpa.

## Biographie
Ce Prince a été impliqué dans le conflit qui opposa la Couronne portugaise à Rome sur la succession de l'évêque de Lisbonne, D. Paio. Il y avait deux candidats à la succession, un soutenu par la Couronne, l’autre par Rome. Pour presser le retrait du candidat papal, Ferdinand, accompagné par ses hommes d’armes, a forcé l’entrée dans une église de la capitale, qu’ils ont laissée partiellement détruite.
Quand il a appris les évènements, le pape Grégoire IX a vivement réagi, ce qui obligea la Couronne à punir les responsables et l’Infant Ferdinand, désolé, à voyager à Rome pour demander le pardon du pape.

## Mariage et descendance
Ferdinand a épousé la noble castillane Sancha Fernandez de Lara, de laquelle il n'eut pas de descendance. Il avait cependant au moins un fils illégitime, Sancho Fernandes, de qui descend la famille Serpa.

## Blason

Blason de l'Infant Ferdinand, seigneur de Serpa.

Dans une étude de l’historien espagnol F. Menéndez-Pidal de Navascués, Ferdinand a porté comme blason une Vouivre (Serpe en Portugais), symbole de la ville de Serpa, avec une bordure où, en alternance, sont représentés un écusson des armes du Portugal (ascendance paternelle) et celles de Castille (ascendance maternelle).